# Море Криз

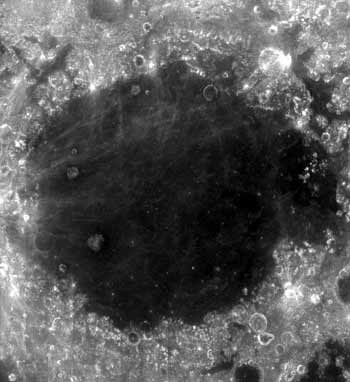
Мозаїка знімків, зроблених при високому Сонці

Мо́ре Криз (лат. Mare Crisium) — море на сході видимого боку Місяця. Розмір — 560×420 км, площа — близько 170 000 км2. Найбільш ізольоване море видимого боку: його оточують просторі височини, де трапляються лише маленькі морські ділянки. Лежить у величезному кратері (басейні), примітному значною витягнутістю. Має характерні для круглих морів маскон і кільце гряд, але не має кільця грабенів.
За Морем Криз зручно спостерігати лібрацію Місяця: його відстань від краю місячного диска невелика й завдяки лібрації змінюється в кілька разів, що видно навіть неозброєним оком.

## Назва
Сучасну назву цього моря, як і більшості місячних морів, запропонував Джованні Річчолі в 1651 році. 1935 року її затвердив Міжнародний астрономічний союз.
В давнину це море мало й кілька інших назв. Ймовірно, колись його називали Каспійським морем, бо це ім'я незалежно один від одного зафіксували Томас Герріот (1610), П'єр Гассенді (1635–1637) та Міхаель ван Лангрен (1645). Каспійське море згадував і давньогрецький письменник Плутарх, проводячи аналогію земних об'єктів із місячними. Однак Ян Гевелій 1647 року назвав це море Меотійським болотом (Palus Moeotis або Palus Mæotis) — давнім ім'ям Азовського моря. Крім того, близько 1600 року Вільям Гільберт — автор першої відомої карти Місяця, де було запропоновано імена для деталей його поверхні, — назвав його Британією (Brittannia).

## Розташування й суміжні об'єкти
Координати центра Моря Криз — 16°12′ пн. ш. 59°06′ сх. д. / 16.2° пн. ш. 59.1° сх. д.. На захід від нього лежить Море Спокою з Болотом Сну, на південний захід — Море Достатку, на схід — Море Крайове. Між морями Криз та Крайовим є група маленьких озер із неофіційною назвою «Озера Котячої Посмішки» (лат. Lacus Risus Felis).
У ближніх околицях Моря Криз, у зовнішній частині його басейну, теж є чимало невеликих морських ділянок. Деякі з них отримали назву: Озеро Наполегливості (на півдні), Море Піни та Море Хвиль (на південному сході), Море Змії (на північному сході) та Озеро Справедливості (на північному заході). Крім того, там розташовані великі залиті лавою кратери Клеомед (на півночі), Кондорсе та Фірмік (на південному сході). Море Змії та безіменна морська ділянка на північному заході Моря Криз сполучаються з ним вузькими протоками.
Біля західного краю Моря Криз лежить дуже яскравий променястий кратер Прокл. Інші сусідні з морем найменовані кратери — Макробій, Тіссеран, Глейшер, Фредгольм та Кріль на заході, Дельмот та Еймарт на півночі, Ібн ал-Хайсам та Ганзен на сході, Озу, Ван Альбада, Шеплі та Теббат на півдні.

## Басейн
Як і багато інших місячних морів, Море Криз лежить у гігантському кратері — імпактному басейні. Воно займає його внутрішню, найглибшу, частину, оточену гірським кільцем. Це кільце витягнуте з заходу на схід і має розмір біля 630×500 км. На заході воно майже суцільне, а на сході сильно переривчасте. Окрім того, у цього басейну прослідковують і інші, слабше виражені, кільця — і меншого, і більшого діаметра. Найменше з них, ймовірно, лежить у межах моря під кільцем гряд і має діаметр близько 380 км, а найбільше, можливо, сягає близько 1000 або навіть 1600 км.
Басейн Моря Криз — один із найбільш витягнутих великих кратерів Місяця. Крім того, він примітний поганою розвиненістю зовнішніх кілець (гіршою, ніж, наприклад, у басейнів морів Нектару та Східного).
Викиди, що розлетілися при появі басейну Моря Криз, найкраще виражені на південному сході та північному сході. Подібні метеликоподібні ореоли викидів утворюються при ударах під малим кутом до горизонту. Також навколо цього басейну розкидані його вторинні кратери, що трапляються на відстані до 1100 км від його центра. Подекуди вони утворюють ланцюжки або й зливаються в суцільні долини.
Згідно з гравіметричними даними, басейн Моря Криз — одне з місць із рекордно малою товщиною місячної кори: вона там наближається до нуля. Це наслідок того, що при його появі породи кори були викинуті геть.
Крім того, гравіметричні дані вказують на існування у східній частині моря ще одного, сильно зруйнованого, басейна. Діаметр його кілець оцінюють приблизно в 372 і 186 км, а центр розташований біля 16°30′ пн. ш. 66°00′ сх. д. / 16.5° пн. ш. 66° сх. д..

## Лавовий покрив
Для товщини лавового покриву Моря Криз існують отримані різними методами оцінки 1,9 та 2,9 км. Біля берегів лава найтонша, і там над нею подекуди височіють рештки затоплених нею кратерів. Крім того, там трапляються не залиті лавою «острівці», де на поверхню виходить застиглий розплав, утворений при появі басейну моря. Радарне зондування з «Аполлона-17» показало, що на глибині 1,4 км у цьому морі лежить шар порід із дещо відмінною густиною (ймовірно, реголіт чи пірокластичні породи).
Поверхня Моря Криз лежить нижче за поверхню всіх сусідніх морських ділянок: приблизно на 3 км нижче за Море Спокою та Море Хвиль, на 2 км нижче за Море Піни, Озеро Справедливості та Озеро Наполегливості й на 1 км нижче за Море Змії та Море Достатку. Абсолютна висота поверхні Моря Криз знаходиться в межах 3,2–3,8 км нижче нульового рівня. Мінімуму вона сягає всередині кільця гряд. Гори, що оточують море, височіють над ним на 3–5 км.
У морі спостерігається маскон (область збільшеної сили тяжіння), де гравітаційне прискорення збільшене на 0,095 Гал. Як і в деяких інших морях, він лежить у межах кільця гряд, а головною причиною його існування, ймовірно, є висока густина морської лави.

## Деталі поверхні
Західний берег моря відносно рівний, а східний порізаний численними затоками й утворює багато мисів, півостровів та островів. Найбільший мис розташований на південному сході моря й має власне ім'я: мис Агар (лат. Promontorium Agarum). Він є майже островом, бо відділений від «материка» затокою, але ця затока світла і тому малопомітна. Отримав назву й один невеликий острівець неподалік — гора Усова (Mons Usov).
Маленький розрив є й на заході гірського кільця. Його обмежують виступи з неофіційними нині назвами «мис Олівій» (Promontorium Olivium, північний) та «мис Лавіній» (Promontorium Lavinium, південний). Гра світла та тіней на заході Сонця може створити враження, що вони з'єднані мостом. Ця ілюзія відома як міст О'Нілла.
Кільце гряд Моря Криз більш кругле, ніж саме море. Воно має розмір 390×360 км і проходить у кількох десятках кілометрів від берегів. У ньому розрізняють кілька частин: гряда Оппеля (Dorsum Oppel) на заході, гряди Тетяєва (Dorsa Tetyaev) на північному сході, гряди Харкера (Dorsa Harker) на південному сході та гряда Терм'є (Dorsum Termier) на півдні. За точними альтиметричними даними в цьому морі виявлено й багато низьких гряд, що не входять до складу кільця (всього більше 170).
Найбільші кратери Моря Криз частково залиті лавою. Це 35-кілометровий кратер Єркс і 32-кілометровий Лік біля західного берега та 23-кілометровий Еймарт C біля північного. Розташування деяких гряд вказує на існування в морі й ще більших (до 95 км), але цілком вкритих лавою кратерів. Наступні за розміром кратери Моря Криз — Пікар (22 км), Пірс (19 км), Грівз (14 км), Клеомед F (12 км) та Свіфт (10 км). Всі вони з'явилися вже після лавового покриву. Окрім перерахованих, назви в цьому морі отримали кратери Фаренгейт (7 км), Кертіс (3 км), Еккерт (3 км), Лев (0,06 км) та кілька сателітних. На півночі гряди Оппеля лежить імовірний концентричний кратер розміром 3 км. Ще кілька таких кратерів є в південно-східних околицях моря.
Західну частину моря перетинають яскраві промені недалекого кратера Прокл. Менш помітних променів різних кратерів багато і на решті поверхні моря.
На заході моря, біля кратера Єркс (14°49′ пн. ш. 49°58′ сх. д. / 14.82° пн. ш. 49.96° сх. д.), є вулканічний купол. Він відомий під позначенням Ye1, має діаметр 9,6 ± 0,5 км, висоту 110 ± 20 м і перетятий тріщинами. На північний схід від центра моря (18°28′ пн. ш. 61°55′ сх. д. / 18.47° пн. ш. 61.92° сх. д.) є вулканічний конус, що отримав назву гора Латрея (Mons Latreille).

## Геологічна історія
Басейн Моря Криз з'явився в нектарському періоді. Його вік із деякою невпевненістю оцінюють у 3,8–3,9 млрд років (дані радіоізотопного датування доставлених «Луною-20» зразків, що інтерпретують як його викиди). Він молодший за басейни сусідніх морів Спокою, Достатку та Нектару, але старший за басейни морів Дощів і, ймовірно, Гумбольдта. Чи старший він за басейн Моря Ясності, неясно.
Судячи з витягнутої форми басейну, поганої вираженості його східного краю та картини розподілу його викидів, він утворений ударом із заходу під малим кутом до горизонту — ймовірно, менше 15°. За іншою версією, витягнутість цього басейну значною мірою є наслідком того, що його східний край утворився поверх великого кратера (на існування якого вказують і гравіметричні дані) або зруйнувався потім.
Базальтова лава, що утворила саме Море Криз, виверглася пізніше. Сучасна його поверхня складена пізньоімбрійською та ератосфенівською лавою. Радіоізотопний вік базальту, доставленого звідти «Луною-24», лежить у межах 2,5–3,5 млрд років. Вік поверхні різних ділянок моря, визначений за концентрацією кратерів, варіює в межах 2,7–3,6 млрд років (найстарші ділянки розташовані біля західного берега). Вік лавового покриву сусідніх маленьких морів та озер оцінюють як пізньоімбрійський, але дещо більший, ніж у Моря Криз.
Після утворення басейну, але до остаточного залиття його лавою там з'явилися такі кратери, як Єркс і Лік. Метеоритне бомбардування продовжувалося й після застигання лави, створивши Пікар, Пірс та численні менші кратери. Крім того, застигла лава, просівши під дією власної ваги, вкрилася грядами («зморшками»).

## Приземлення космічних апаратів
- 21 липня 1969 року біля центру Моря Криз (17° пн. ш. 60° сх. д. / 17° пн. ш. 60° сх. д.) розбилася автоматична міжпланетна станція «Луна-15».
- 21 лютого 1972 року в області викидів басейну Моря Криз (за 180 км на південь від самого моря, 3°47′11″ пн. ш. 56°37′27″ сх. д. / 3.7863° пн. ш. 56.6242° сх. д.) здійснила м'яку посадку «Луна-20», що успішно доставила на Землю 55 г ґрунту.
- 6 листопада 1974 року на південному сході Моря Криз (12°40′01″ пн. ш. 62°09′04″ сх. д. / 12.6669° пн. ш. 62.1511° сх. д.) невдало приземлилася «Луна-23».
- 18 серпня 1976 року за 2,3 км від «Луни-23», біля 60-метрового кратера, що отримав ім'я Лев (12°42′52″ пн. ш. 62°12′46″ сх. д. / 12.7145° пн. ш. 62.2129° сх. д.), здійснила м'яку посадку «Луна-24», що успішно доставила на Землю 170 г ґрунту.
- 2 березня 2025 року в Морі Криз, біля великого вулканічного конуса гора Латрея (Mons Latreille), поблизу 18°34′ пн. ш. 61°49′ сх. д. / 18.56° пн. ш. 61.81° сх. д. успішно сів космічний апарат Blue Ghost[42][36].